# Campionato nordamericano femminile under 17 di calcio
Il Campionato nordamericano femminile under 17 di calcio (noto anche come CONCACAF Women's U-17 Championship) è la più importante competizione internazionale nordamericana di calcio femminile riservata alle atlete di età inferiore a 17 anni ed è disputato tra le Nazionali femminili Under-17 dei Paesi affiliati alla CONCACAF. Ha cadenza biennale e il primo torneo è stato disputato nel 2008. Le prime tre classificate guadagnano la qualificazione al Campionato mondiale femminile under 17 di calcio.

## Edizioni
| 2008 | Trinidad e Tobago | Stati Uniti                                                           | 4 - 1                                                                 | Costa Rica                                                            | Canada      | 1 - 0 | Messico    |
| 2010 | Costa Rica        | Canada                                                                | 1 - 0                                                                 | Messico                                                               | Stati Uniti | 6 - 0 | Costa Rica |
| 2012 | Guatemala         | Stati Uniti                                                           | 1 - 0                                                                 | Canada                                                                | Messico     | 6 - 0 | Panama     |
| 2013 | Giamaica          | Messico                                                               | 0 - 0 (4-2 dtr)                                                       | Canada                                                                | Stati Uniti | 8 - 0 | Giamaica   |
| 2016 | Grenada           | Stati Uniti                                                           | 2 - 1                                                                 | Messico                                                               | Canada      | 4 - 2 | Haiti      |
| 2018 | Stati Uniti       | Stati Uniti                                                           | 3 - 2                                                                 | Messico                                                               | Canada      | 2 - 1 | Haiti      |
| 2020 | Messico           | Cancellato a causa delle restrizioni dovute alla pandemia di COVID-19 | Cancellato a causa delle restrizioni dovute alla pandemia di COVID-19 | Cancellato a causa delle restrizioni dovute alla pandemia di COVID-19 |             |       |            |
| 2022 | Rep. Dominicana   | Stati Uniti                                                           | 2 - 1                                                                 | Messico                                                               | Canada      | 3 - 0 | Porto Rico |
| 2024 | Messico           | Stati Uniti                                                           | 4 - 0                                                                 | Messico                                                               | Canada      | 4 - 1 | Haiti      |

## Medagliere
| Pos. | Paese       | Oro | Argento | Bronzo | Totale |
| ---- | ----------- | --- | ------- | ------ | ------ |
| 1    | Stati Uniti | 6   | 0       | 2      | 8      |
| 2    | Canada      | 1   | 2       | 5      | 8      |
| 3    | Messico     | 1   | 5       | 1      | 7      |
| 4    | Costa Rica  | 0   | 1       | 0      | 1      |

## Partecipazioni e prestazioni nelle fasi finali
Legenda
- – Paese organizzatore

| Nazionale           | 2008 | 2010 | 2012 | 2013 | 2016 | 2018 | 2022 | 2024 | Totale |
| ------------------- | ---- | ---- | ---- | ---- | ---- | ---- | ---- | ---- | ------ |
| Bahamas             | -    | -    | 1T   | -    | -    | -    | -    | -    | 1      |
| Bermuda             | -    | -    | -    | -    | -    | 1T   | 1T   | -    | 2      |
| Canada              | 3ª   | 1ª   | 2ª   | 2ª   | 3ª   | 3ª   | 3ª   | 3ª   | 8      |
| Costa Rica          | 2ª   | 4ª   | -    | -    | 1T   | 1T   | QF   | 1T   | 6      |
| Cuba                | -    | -    | -    | -    | -    | -    | OF   | -    | 1      |
| Curaçao             | -    | -    | -    | -    | -    | -    | OF   | -    | 1      |
| Rep. Dominicana     | -    | -    | -    | -    | -    | -    | QF   | -    | 1      |
| El Salvador         | 1T   | -    | -    | 1T   | -    | -    | QF   | 1T   | 4      |
| Grenada             | -    | -    | -    | -    | 1T   | -    | 1T   | -    | 2      |
| Giamaica            | 1T   | 1T   | 1T   | 4ª   | 1T   | -    | QF   | -    | 6      |
| Guatemala           | -    | -    | 1T   | 1T   | 1T   | -    | 1T   | -    | 4      |
| Guyana              | -    | -    | -    | -    | -    | -    | OF   | -    | 1      |
| Haiti               | -    | 1T   | -    | 1T   | 4ª   | 4ª   | OF   | 4ª   | 6      |
| Honduras            | -    | -    | -    | -    | -    | -    | OF   | -    | 1      |
| Isole Cayman        | -    | 1T   | -    | -    | -    | -    | -    | -    | 1      |
| Messico             | 4ª   | 2ª   | 3ª   | 1ª   | 2ª   | 2ª   | 2ª   | 2ª   | 8      |
| Nicaragua           | -    | -    | -    | -    | -    | 1T   | OF   | -    | 2      |
| Panama              | -    | 1T   | 4ª   | -    | -    | -    | OF   | 1T   | 4      |
| Porto Rico          | 1T   | -    | -    | -    | -    | 1T   | 4ª   | 1T   | 4      |
| Saint Kitts e Nevis | -    | -    | -    | -    | -    | -    | OF   | -    | 1      |
| Stati Uniti         | 1ª   | 3ª   | 1ª   | 3ª   | 1ª   | 1ª   | 1ª   | 1ª   | 8      |
| Trinidad e Tobago   | 1T   | -    | 1T   | 1T   | -    | -    | 1T   | -    | 4      |
| Nazionale           | 2008 | 2010 | 2012 | 2013 | 2016 | 2018 | 2022 | 2024 | Totale |